# Карейша Сергій Дем'янович
Сергі́й Дем'я́нович Каре́йша (7 лютого (19 лютого) 1854, Сухорабівка, Полтавська губернія, Російська імперія — 18 січня 1934, Санкт-Петербург, РСФРР, СРСР) — інженер шляхів сполучення часів Російської імперії, залізничник, науковець.

## Ранні роки
Народився 19 лютого 1854 року в селі Сухорабівка Хорольського повіту Полтавської губернії.
1872 року закінчив Рішельєвську гімназію в Одесі із золотою медаллю. Вступив у Санкт-Петербурзький інститут інженерів шляхів сполучення, який закінчив 1877 року.
Після здобуття вищої інженерної освіти працював на Оренбурзькій та Південно-Західних залізницях, будівництві Вологодсько-Архангельської залізниці.

## Наукова діяльність
Роботу на інженерних посадах на залізниці поєднував із науковою діяльністю. Займався узагальненням знань про колію та щодо будівництва залізниць, проводив власні дослідження. 1895 року захистив дисертацію «Про централізацію управліннями стрілками і сигналами», призначений штатним ад'юнктом Санкт-Петербурзького інституту інженерів шляхів сполучення. Займався дослідженням видів сполучення і перетину рейок, в основному стрілочних переводів, а також пошуком методів боротьби з перешкодами, спричиненими снігопадами. У 1885—1916 роках склав картотеку наукової літератури із залізничної справи.
1896 року внаслідок успішної пробної лекції обраний професором кафедри залізниць. У 1911—1918 роках був директором інституту. За пропозицією Карейші в інституті розпочато вивчення нових предметів: залізобетонні конструкції і мости, повітроплавання, автомобільна справа, електричні двигуни, депо і залізничні майстерні. Також за перебування Карейші на посаді директора інституту побудовано шестиповерхову бібліотеку з трьома читальними залами.
З 1897 року служив у Міністерстві шляхів сполучення Російської імперії. 1902 року призначений заступником керуючого експлуатаційною справою залізниць. Був членом Механіко-будівного відділу Київського відділення Російського технічного товариства. Брав участь у Дорадчих з'їздах інженерів служб колії.
Після більшовицького перевороту 1917 року обраний членом Науково-технічного комітету при Народному комісаріаті шляхів сполучення. 1920 року призначений деканом факультету сухопутних сполучень Інституту інженерів шляхів сполучення. У 1925—1929 роках викладав у будівельному технікумі, в 1927—1934 роках — у електротехнічному інституті.

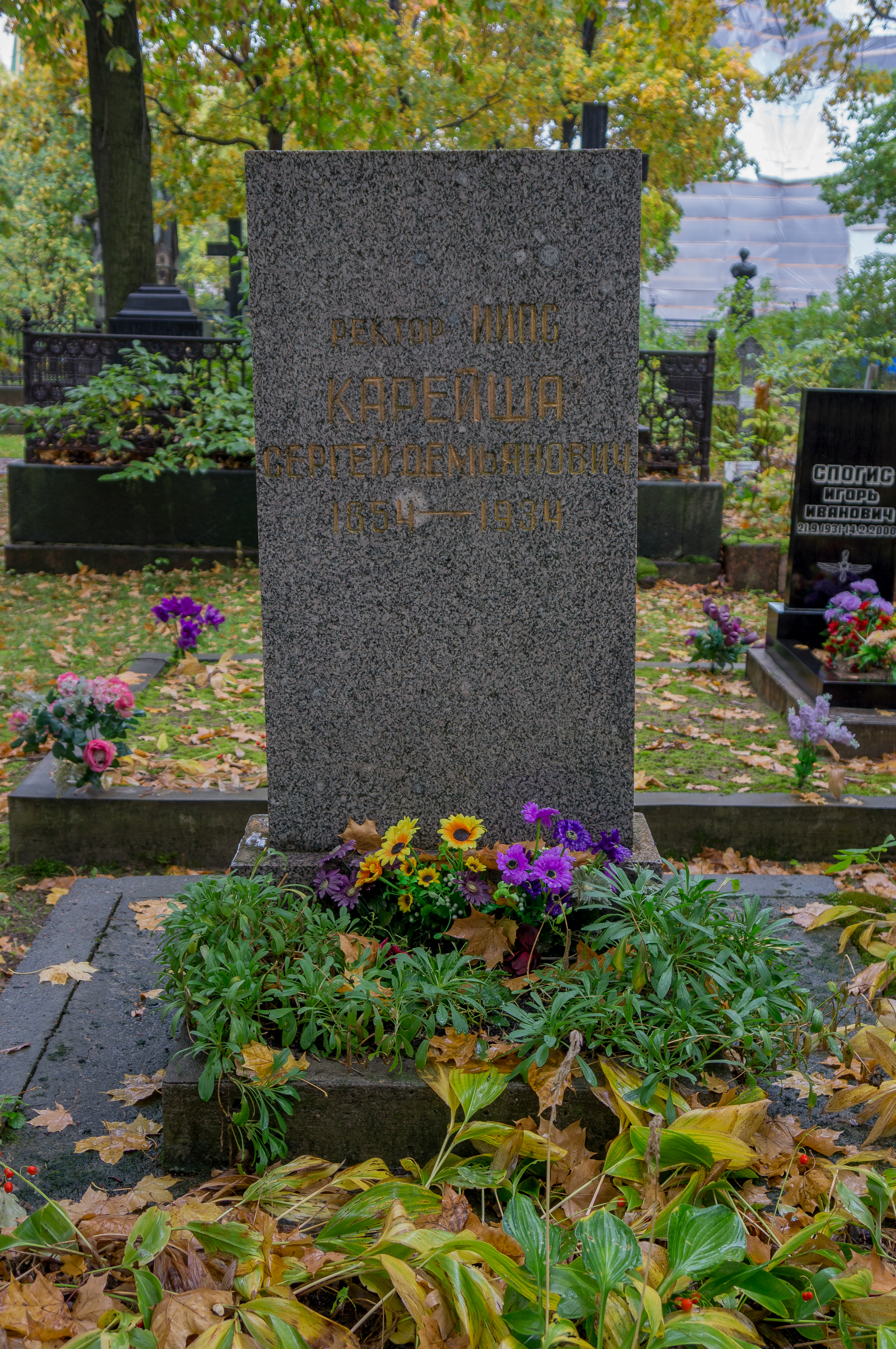
Могила Сергія Карейші на Новодівочому цвинтарі в Санкт-Петербурзі

Помер у Ленінграді 18 січня 1934 року. Похований на Новодівочому кладовищі.

## Основні праці
За час своєї діяльності Сергій Карейша написав понад 500 наукових праць із залізничної тематики.
- Среднеазиатский хлопок, его культура, очистка, прессовка и отправка на рынки Европейской России // Инженер. 1890;
- О мерах к увеличению пропускной способности железных дорог // Тр. 11-го совещател. съезда инж. службы пути. 1894; Наставление по борьбе со снежными заносами. Петроград, 1922 (співавтор);
- Краткий курс железных дорог. Москва, Петроград, 1923;
- О расположении путей и зданий на малых станциях дорог трех- и четырехпутных. Петроград, 1923;
- Эксплуатация железнодорожных станций. Петроград, 1923;
- Станции средней величины. Петроград, 1923; Краткая энциклопедия железнодорожного дела. Петроград, 1923 (співавтор); Железнодорожные станции: Устройство и проектирование. Москва, Ленинград, 1926;
- Содержание и ремонт пути: последние достижения. Москва, 1926.